# Sketches for My Sweetheart the Drunk
Sketches for My Sweetheart the Drunk es una colección de canciones de estudio sin terminar y varias canciones demo del cantautor estadounidense Jeff Buckley lanzado en 1998. Si bien, técnicamente, la discográfica lo lanzó como segundo álbum de estudio del músico, éste fue lanzado un año después de su muerte. Todas son canciones inéditas, grabadas en el tiempo en que el músico se disponía a grabar su segundo álbum de estudio que se llamaría My Sweetheart the Drunk, pero dicha grabación nunca se llevó a cabo debido a su repentina muerte. Por eso el título dice "Sketches" (en español, bocetos) porque eran grabaciones que no eran definitivas, no todas las canciones formarían parte del álbum y faltaban otras canciones que nunca fueron grabadas.

## Canciones
Todas las canciones compuestas por Jeff Buckley, excepto donde indica
- Disc One

1. "The Sky Is a Landfill" (Jeff Buckley, Michael Tighe) – 5:09
2. "Everybody Here Wants You" – 4:46
3. "Opened Once" – 3:29
4. "Nightmares by the Sea" – 3:53
5. "Yard of Blonde Girls" (Audrey Clark, Lori Kramer, Inger Lorre) – 4:07
6. "Witches' Rave" – 4:40
7. "New Year's Prayer" – 4:40
8. "Morning Theft" – 3:39
9. "Vancouver" (Jeff Buckley, Mick Grondahl, Michael Tighe) – 3:12
10. "You & I"  – 5:39

- Disc Two

1. "Nightmares by the Sea" [Original Mix] – 3:49
2. "New Year's Prayer" [Original Mix] – 4:10
3. "Haven't You Heard"  – 4:07
4. "I Know We Could Be So Happy Baby (If We Wanted to Be)" – 4:27
5. "Murder Suicide Meteor Slave" – 5:55
6. "Back in N.Y.C." (Tony Banks, Phil Collins, Peter Gabriel, Steve Hackett, Mike Rutherford) – 7:37
7. "Demon John" (Jeff Buckley, Michael Tighe) – 5:13
8. "Your Flesh Is So Nice" – 3:37
9. "Jewel Box" – 3:37
10. "Satisfied Mind" (Red Hayes, Jack Rhodes) (recorded 1992.10.11 WFMU) – 6:00

- Datos: Q1931220